# Santa Cruz de Nogueras
Santa Cruz de Nogueras là một đô thị trong tỉnh Teruel, Aragon, Tây Ban Nha. Theo điều tra dân số 2004 (INE), đô thị này có dân số là 32 người.